# Die Acharner
Die Acharner ist eine Komödie von Aristophanes, die erstmals 425 v. Chr. bei den Lenäen aufgeführt wurde.

## Handlung
Dikaiopolis, ein wohlhabender attischer Bauer, ist des bereits sechs Jahre währenden Peloponnesischen Krieges überdrüssig. Da die Volksversammlung von seinen Friedensplänen nichts wissen möchte, schließt er durch einen „Friedenswein“ dreißigjährigen Privatfrieden mit Sparta. Die Acharner, Bewohner eines Demos, die hauptsächlich vom Köhlerhandwerk leben, wollen Dikaiopolis für seinen Verrat lynchen. Der gewitzte Bauer kann sie aber, weil er sich vom Tragödiendichter Euripides allerhand Requisiten und damit die Wortgewaltigkeit von dessen Helden leiht, von seinem Vorhaben überzeugen. Während Dikaiopolis nun die Annehmlichkeiten seines Friedens, die sich in erfolgreichen Handelsgeschäften und Völlerei ausdrücken, genießen kann, kehrt sein Widersacher Lamachos, ein überzeugter Militarist, schwer gebeutelt aus dem für den Rest Athens weiterhin bestehenden Krieg zurück. Zur Ehrenrettung behauptet er am Ende, durch einen Feind verwundet worden zu sein, obwohl der Chor bereits dargelegt hat, dass er Opfer eines Unfalls wurde.

## Aufbau
Die Acharner vereint etliche Besonderheiten der griechischen Komödie und natürlich insbesondere der aristophanischen in sich: Einen ausgesprochen lockeren Aufbau, in dem immer wieder die fiktionale Handlung durchbrochen wird, viel derben Spaß (zum Beispiel werden Dikaiopolis zwei junge Mädchen als Schweine verkauft), Seitenhiebe auf die athenische Politik und persönlichen Spott gegen zwei besonders beliebte Opfer des Aristophanes: Kleon (der den Dichter wahrscheinlich ein Jahr zuvor für dessen „Babylonier“ wegen Diffamierung der Polis vor den Rat zitierte) und Euripides, der hier zum ersten Mal innerhalb der erhaltenen Stücke als handelnde Figur auftaucht. Der Philologe Jürgen Werner betrachtete das Stück daher auch als Parodie auf Euripides. Größere Bedeutung als Figur erlangt Euripides in den Komödien „Die Frauen am Thesmophorenfest“ sowie in „Die Frösche“.
Neben „Der Frieden“ und „Lysistrate“ gilt „Die Acharner“ als eine von Aristophanes „Friedenskomödien“. In allen drei Stücken gibt der Autor der Forderung nach Frieden für das sich immer wieder gegen Sparta in Kriegshandlungen verstrickende Athen Ausdruck, was allerdings nicht mit einem Pazifismus in einem modernen Sinne identifiziert werden darf.
In den „Acharnern“, aber auch beispielsweise in „Die Ritter“ bekennt sich der Autor durchaus zu militärischen Werten und Tugenden und der Krieg an sich ist noch nicht Synonym des Bösen schlechthin. So werden des Öfteren die Perserkriege als Beispiel eines ehrenvollen Krieges genannt. Es geht also um die ganz spezifische Situation des Kriegs gegen Sparta zur Zeit der Aufführung, den Aristophanes als unnötige Belastung der besonders unter dem Krieg leidenden Landbevölkerung und waghalsiges Abenteuer der Mächtigen sieht.

## Bearbeitungen
Im Jahr 1917 verfasste Hugo Blümner das Drama Krieg und Frieden, in dem Motive aus Die Acharner und Der Frieden verschmolzen sind. Eine ähnliche Kombination schuf zeitgleich Lion Feuchtwanger mit seinem Stück Frieden. Nach dem Zweiten Weltkrieg schrieb Erich Kästner den Zweiakter Die Acharner (frei nach Aristophanes) für das Theater Die Kleine Freiheit. Gedruckt erschien er erstmals 1952 in der Sammlung Die kleine Freiheit.

## Übersetzungen
- Aristophanes, Christoph Martin Wieland: Die Acharner oder Der friede des Dikåopolis. aus dem griechischen übersetzt, in Kommission bey Anton Doll, Wien 1813 (Digitalisat).
- Woldemor Ribbeck: Die Acharner des Aristophanes. Druck und Verlag von B. G. Teubner, Leipzig 1864 (Digitalisat).